# Ворнер (Јужна Дакота)
Ворнер (енгл. Warner) град је у америчкој савезној држави Јужна Дакота.

## Демографија
По попису из 2010. године број становника је 457, што је 38 (9,1%) становника више него 2000. године.
| Група             | 2000.       | 2010.       |
| Белци             | 409 (97,6%) | 437 (95,6%) |
| Афроамериканци    | 0 (0,0%)    | 2 (0,4%)    |
| Азијати           | 0 (0,0%)    | 3 (0,7%)    |
| Хиспаноамериканци | 2 (0,5%)    | 4 (0,9%)    |
| Укупно            | 419         | 457         |